# Arius manillensis
Arius manillensis är en fiskart som beskrevs av Valenciennes, 1840. Arius manillensis ingår i släktet Arius och familjen Ariidae. Inga underarter finns listade i Catalogue of Life.

## Bildgalleri

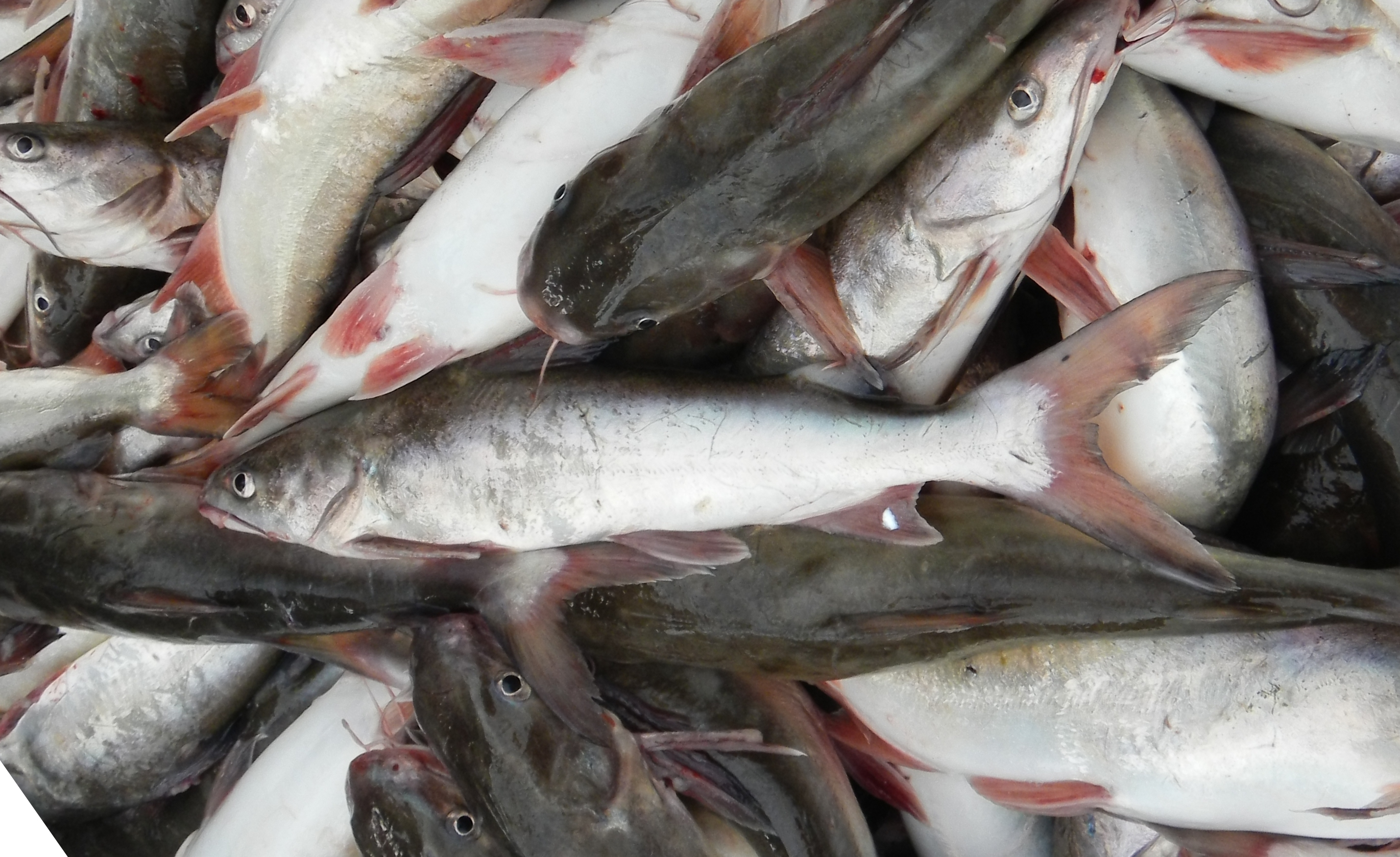